# Ordre des Héros de la Centurie céleste
L'ordre des Héros de la Centurie céleste (en ukrainien : Орден Героїв Небесної Сотні (Orden Heroïv Nebesnoï Sotni)), ou Ordre des Héros de la Sotnia céleste, est un ordre honorifique ukrainien établi en 2014.

## Création
L'ordre des Héros de la Centurie céleste (en ukrainien, une sotnia est une unité militaire d'une centaine d'hommes) est créé en 2014 à la demande du président Petro Porochenko pour honorer des personnalités de la « Centurie céleste », nom collectif donné aux 104 victimes de la répression contre la révolution de Maïdan entre novembre 2013 et février 2014.

## Récipiendaires
Tous les membres de l'ordre l'ont reçu à titre posthume. Les trois premiers récipiendaires, non-Ukrainiens et victimes de la répression contre Euromaïdan, sont faits chevaliers le 27 novembre 2014 : 
- Mikhail Jyzniewski (be), biélorusse, tué le 22 janvier 2014 ;
- David Illitch Kipiani (uk), géorgien, tué le 18 février 2014 ;
- Zourab Khourtsia (uk), géorgien, tué le 21 février 2014.

Le 16 février 2018, Taras Biltchouk (uk), un artiste ukrainien victime d'un traumatisme crânien consécutif à la violence policière subie pendant les manifestations de 2014 et mort d'un accident vasculaire cérébral en 2017, est fait chevalier. La décoration est remise le 18 à sa fille Natalia par le président Porochenko.